# Antonio Machado metróállomás
Antonio Machado metróállomás Spanyolország fővárosában, Madridban a madridi metró 7-es vonalán. Tulajdonosa és üzemeltetője a Consorcio Regional de Transportes de Madrid.

## Metróvonalak
Az állomást az alábbi metróvonalak érintik:
- 7-es metróvonal

## Kapcsolódó állomások
A metróállomáshoz az alábbi állomások vannak a legközelebb:
- Peñagrande (Pitis, 7-es metróvonal)
- Valdezarza (Hospital del Henares, 7-es metróvonal)